# Archifoneem
Een archifoneem is een fonologische eenheid met behulp waarvan twee of meer fonemen worden gehergroepeerd. Het gaat dan om fonemen, waarvan er minstens één in de oppervlaktevorm wordt uitgesloten in een bepaalde fonologische context, bijvoorbeeld in een open of gesloten lettergreep of aan het einde van een woord.
De term archifoneem is vermoedelijk bedacht door Nikolai Trubetzkoy. Deze definieerde het archifoneem als "het totaal van distinctieve kenmerken die twee fonemen gemeen hebben".
Archifonemie houdt rechtstreeks verband met allofonie en fonemische neutralisatie. Fonemen die in bepaalde fonologische contexten een andere vorm hebben, hebben die soms in andere contexten niet.  Zo kent bijvoorbeeld het Engels drie verschillende nasalen als aparte fonemen: /m/, /n/ en /ŋ/. Dit wordt duidelijk aan de hand van het volgende minimale paar:
- [sʌm]?, sum, "som"
- [sʌn]?, sun, "zon"
- [sʌŋ]?, sung, "gezongen"

De eindklanken van deze drie woorden klinken meestal hetzelfde voor stemloze plosieven, bijvoorbeeld in de woorden limp ("slap"), lint ("pluksel") en link, "schakel" ([lɪmp] / [lɪnt] // [lɪŋk]). Niettemin is er hier geen sprake van één onderliggende vorm, maar van drie verschillende archifonemen.

## Verwante begrippen
Een archifoneem dient te worden onderscheiden van een protofoneem.